# Ratkovská Lehota
Ratkovská Lehota (ungarisch Ratkószabadi – bis 1907 Ratkólehota) ist eine Gemeinde in der südlichen Mittelslowakei mit 37 Einwohnern (Stand 31. Dezember 2024), die im Okres Rimavská Sobota, einem Kreis des Banskobystrický kraj, liegt und zur traditionellen Landschaft Gemer gehört.

## Geographie
Die Gemeinde befindet sich im Bergland Revúcka vrchovina innerhalb des Slowakischen Erzgebirges, im Tal und am Oberlauf des Turiec. Das Ortszentrum liegt auf einer Höhe von 288 m n.m. und ist 22 Kilometer von Jelšava sowie 29 Kilometer von Rimavská Sobota entfernt.
Nachbargemeinden sind Ratková im Norden, Sása im Osten, Rybník im Süden, Lipovec im Südwesten, Potok im Westen und Ratkovská Suchá im Nordwesten.

## Geschichte

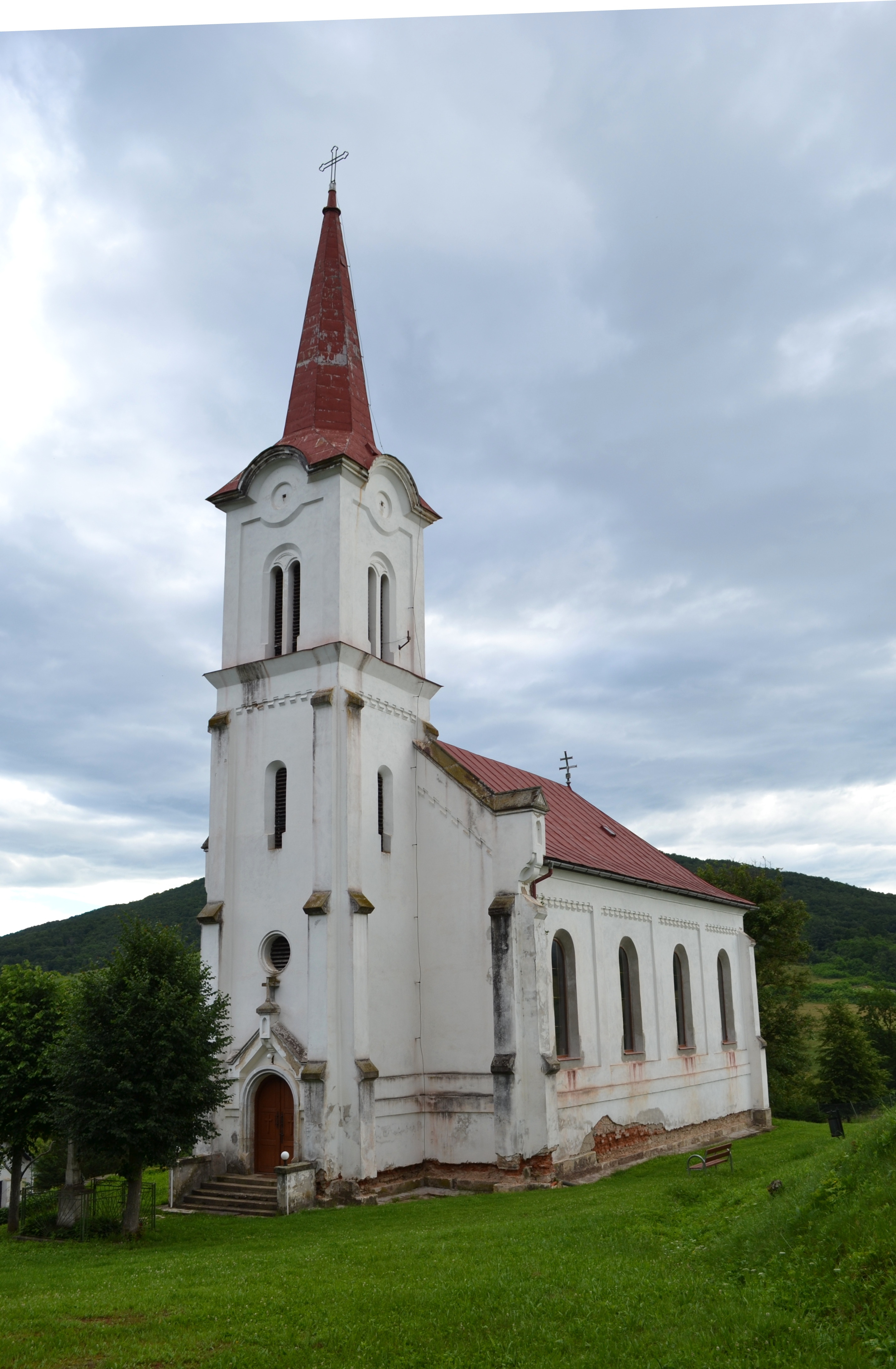
Nikolauskirche in Ratkovská Lehota

Ratkovská Lehota wurde zum ersten Mal 1413 als Zazlehota schriftlich erwähnt und war Besitz des Geschlechts Derencsényi, das hier 1427 14 Porta besaß. Im 16. Jahrhundert gehörten die Ortsgüter den Familien Bakos und Lórantfy und ab dem 18. Jahrhundert lag das Dorf im Herrschaftsgebiet der Burg Muráň. In der zweiten Hälfte des 16. Jahrhunderts flohen die Einwohner vor den osmanischen Truppen, das Ortsgebiet wurde danach im späten 17. Jahrhundert wieder besiedelt. 1773 wohnten hier 30 leibeigene Bauernfamilien, 1828 zählte man 49 Häuser und 416 Einwohner, die als Landwirte beschäftigt waren.
Bis 1918/19 gehörte der im Komitat Gemer und Kleinhont liegende Ort zum Königreich Ungarn und kam danach zur Tschechoslowakei beziehungsweise heute Slowakei.

## Bevölkerung
| Jahr                | 1994 | 2004     | 2014     | 2024     |
| ------------------- | ---- | -------- | -------- | -------- |
| Anzahl der Personen | 61   | 70       | 57       | 37       |
| Unterschied         |      | +14,75 % | −18,57 % | −35,08 % |

| Jahr                | 2023 | 2024    |
| ------------------- | ---- | ------- |
| Anzahl der Personen | 38   | 37      |
| Unterschied         |      | −2,63 % |

Gemäß der Volkszählung 2011 wohnten in Ratkovská Lehota 60 Einwohner, alle davon Slowaken.
51 Einwohner bekannten sich zur römisch-katholischen Kirche, acht Einwohner zur Evangelischen Kirche A. B. und ein Einwohner zur griechisch-katholischen Kirche.

## Baudenkmäler
- römisch-katholische Nikolauskirche im historisierenden Stil aus dem Jahr 1909[6]